# Mezőberény (stacja kolejowa)
Mezőberény (węg. Mezőberény vasútállomás) – stacja kolejowa w Mezőberény, w komitacie Békés, na Węgrzech. 
Stacja znajduje się na ważnej linii 120 Budapest – Újszász – Szolnok – Lőkösháza i obsługuje pociągi wszystkich kategorii. 

## Linie kolejowe
- Linia 120 Budapest – Újszász – Szolnok – Lőkösháza